# Liste des divinités mineures romaines
- Abéona : les départs - voir aussi Adeona
- Abunduntia : l'abondance, aussi appelée Annona
- Adéona : les retours - voir aussi Abeona
- Aequitas : commerce et équité - aussi nommée Aecetia
- Aera Cura : les Enfers
- Aeternitas : L'éternité
- Africus : vent du sud, par la suite confondu avec le dieu grec Lips
- Aius Locutius : voix sortant des cieux prévenant les Romains de l'invasion des Gaulois de la tribu des Sénons en 390 av. J.-C.
- Alemona ou Alemonia : favorise la croissance du fœtus dans l'utérus
- Angerona : protège et nourrit les enfants qui ne sont pas encore nés - aussi appelée Alemonia
- Angita : les remèdes et de la magie, ainsi que des poisons. Peut-être la même déesse qu'Angitia
- Angitia : les poisons et remèdes. On trouve aussi Angitiae, ce qui indique qu'il pourrait s'agir d'un terme collectif
- Antevorta : Déesse du futur, préside à la naissance des enfants nés en position céphalique
- Aponus : Dieu vénète des eaux thermales identifié ensuite avec Apollon
- Aquilo : vent du nord
- Aurore : l'aurore
- Auster : vent du sud
- Averna : les morts
- Bellone : la guerre, en particulier sanguinaire - aussi appelée Duellona
- Bona Dea : la fertilité, la guérison, la virginité et les femmes
- Bubona : les bœufs, les troupeaux et chevaux
- Caca : le foyer et le feu
- Caligo : l'obscurité.
- Camenae : déesses des puits et des sources.
- Candelifera : l'accouchement, invoquée par les femmes en train d'accoucher
- Cardea : les gonds de la porte
- Carmenta : les couches, la prophétie
- Carna : ls organes vitaux.
- Catillus : Fondateur légendaire de la ville de Tibur, du nom de son fils Tiburtus, (aujourd'hui Tivoli).
- Cinxia : présidant aux mariages, plus tard assimilée à Junon (Juno Cinxia)
- Clementia : le pardon, la pitié et la clémence
- Cloacina : protectrice de la chasteté du mariage. Ensuite identifiée à Vénus Cloacina
- Cocles : déification du légendaire Horatius Coclès, symbole de pugnacité
- Coelus : le ciel - identifié avec Uranus
- Collatina : les collines
- Concorde : la concorde
- Conditor : l'entreposage du grain dans les granges
- Consus : les grains, qu'ils soient dans le sol ou le grenier - lié à Ops
- Convector : transport de céréales pendant la période des récoltes
- Copia : la santé et l'abondance.
- Corus : le vent du nord-ouest. Par la suite confondu avec le dieu grec Sciron
- Crépitus : les pets
- Cuba : les enfants au berceau
- Cunina : les enfants au berceau
- Cura : Déesse qui créait les hommes à partir d'argile
- Curiatii : Déification des Curiaces, symbole de la persévérance
- Dea Dia : fertilité, croissance, protectrice des champs
- Dea Tacita : les morts.
- Deverra ou Devera : les balais employés pour purifier les temples - les femmes en train d'accoucher et sages-femmes
- Di Penates : Les Pénates, dieux de la maisonnée
- Dia : la jeunesse
- Disciplina : l'obéissance
- Discordia : la discorde, la querelle et les conflits
- Dius Fidus : les serments, ensuite identifié à Jupiter
- Domiduca : invoquée lors des noces pour que les mariés arrivent sains et saufs dans leur nouvelle demeure. Associée à Domiducus, puis identifié à Junon (Junon Domiduca)
- Domiducus : invoqué lors des noces pour que les mariés vivent en paix dans leur nouvelle demeure. Associé à Domiduca
- Domitius : veille sur les épouses lorsqu'elles restaient seules au foyer familial
- Duellona : la guerre, assimilée à Bellone
- Edusa : déesse de la nourriture qui veillait sur les jeunes enfants lorsqu'ils mangeaient leurs premiers aliments solides
- Égérie (nymphe) : les sources
- Egestes : la pauvreté
- Empanda : l'espoir, de l'amitié et de la générosité
- Endovelicus : la santé et le bien-être
- Évandre : Fondateur légendaire de Pallantium, ville située au pied du mont Palatin ensuite intégrée à Rome
- Eventus Bonus : la réussite agricole et commerciale
- Fabulinus : les premiers mots des jeunes enfants
- Facunditas : les moissons, les récoltes et les vendanges
- Fama : la réputation et la rumeur
- Fauna : les animaux, prophétique mère des faunes
- Faunus : la forêt, les plaines et les champs
- Fascinus : préservateur des maléfices et gardien des enfants de l'empereur
- Faustitas : protecteur du bétail et des troupeaux.
- Favonius : vent d'ouest. Par la suite confondu avec le dieu grec Zéphyr.
- Febris - protectrice contre la fièvre et la malaria.
- Felicitas : la réussite et du succès.
- Férentina : protectrice de la cité de Ferentinum, dans le Latium, puis protectrice des cités romaines et de l'Empire romain.
- Féronie	: Déesse rurale des bois et des fontaines.
- Fides : la bonne foi et l'honneur
- Flore : les fleurs
- Fluonia ou Fluvionia, déesse qui retient le sang menstruel
- Fontus : les sources et eaux courantes
- Fornax : le pain et la boulangerie.
- Fortuna : la destin
- Fraus : la tricherie, équivalent romain de la déesse grecque Apaté.
- Fulgora : la foudre et des éclairs.
- Furina : une des plus anciennes déesses dont la fonction reste mal connue, peut-être associée à l'eau ou aux voleurs. Vénérée au mois de juillet
- Glycon : divinité-serpent
- Honos (en) : l'honneur
- Horatii : Déification des Horaces, symbole d'intelligence tactique
- Imporcitor : le dessins des sillons dans les champs
- Insitor : l'ensemencement et la greffe en agriculture
- Inuus : dieu fécondateur des troupeaux et, par extension, des hommes
- Jugatinus :  l'union sexuelle du couple et les crêtes des montagnes
- Jana : les portes et les gonds (proche de Janus).
- Janus : les passages couverts et les croisements. Le plus souvent représenté sous sa forme de Janus bifrons
- Justitia : la justice
- Juturne : les fontaines, puits et sources
- Juventas : la jeunesse.
- Lactans : les jeunes fruits, en particulier le grain des céréales lorsqu'il est au stade laiteux
- Larenta : la terre, surnommée Dea Tacita (la déesse silencieuse).
- Lares : Gardien des esprits de la maison et des champs
- Levana : impliquée dans les rituels relatifs à l'accouchement
- Liber : la vigne
- Liber Pater : dieu masculin de la fécondité
- Libera : déesse féminine de la fécondité
- Liberalitas : la générosité
- Lua Mater : l'anéantissement des armes des ennemis
- Lucine : les accouchements
- Libertas : la liberté.
- Libitina : les funérailles.
- Lima : les seuils, qui écarte ce qui pouvait être néfaste de ceux qui rentrent dans un bâtiment
- Limentinus : les seuils et les linteaux de portes
- Lua : Déesse à laquelle les soldats donnaient en offrande les armes et les enseignes prises à l'ennemi
- Lucifer : l'étoile du matin.
- Lucina : les femmes enceintes et accouchements
- Luna : la Lune.
- Lupercus : Protecteur des bergers et des troupeaux contre les loups. Identifié parfois avec le dieu Faunus.
- Maia : la fertilité et du printemps
- Maiesta : l'honneur et le respect
- Mania : les morts
- Mânes : Âmes des ancêtres qui protègent la maisonnée
- Matronae : Triple déesse de la maternité et de la fécondité
- Matuta : l'aurore
- Méditrine : la santé, les médicaments, la longue vie et le vin. Fille d'Esculape
- Méfitis : les vapeurs toxiques qui s'échappent des marais et des zones volcaniques
- Mellona : le miel, protectrice des ruches et des abeilles, ainsi que de ceux qui en vivent
- Mena : déesse de la menstruation (flux menstruel, règles), avec Junon
- Mens : la pensée et l'intelligence
- Messa : la moisson et le fauchage, pendant féminin de Messor
- Messor : la moisson et le fauchage, pendant masculin de Messa
- Mucius : Forme déifiée du Mucius Scaevola de la légende, qui symbolisait le courage
- Murcia : la paresse. Aussi nommée Murtia. Ensuite identifiée à Vénus (Vénus Murtia)
- Muta : le silence
- Mutinus Mutunus : la fertilité, protecteur des troupeaux, des jardins, des fruits et des organes génitaux masculins. Pendant romain du dieu grec Priape
- Naenia : les funérailles, parfois associée à Proserpine
- Nascio : la naissance et protectrice des enfants
- Nemestrinus : les forêts et les bois
- Nerio : la guerre et de la valeur guerrière, associée à Mars et parfois identifiée à Duellona et Minerve
- Nixi : la naissance et les femmes durant l'accouchement
- Nodutus : la création des nœuds dans la tige des épis de blé
- Nona (en) : Déesse invoquée par les femmes pendant leur neuvième mois de grossesse. Une des trois Parques avec Décima (en) et Morta (en), pendant romain de la déesse grecque Clotho.
- Novensilus : Dieu collectif reprenant les caractéristiques de neuf dieux étrusques.
- Nundina : Déesse collective reprenant les caractéristiques de neuf déesses étrusques.
- Obarator : le dernier labour de surface après les semences
- Occator : le hersage (action de briser les mottes de terre)
- Orbona : les orphelins
- Ops : l'abondance
- Palatua : mont Palatin
- Palès : les pâturages et les bergers
- Partula, autre nom de Morta (en), une des trois Parques, quand utilisé en relation avec son rôle de déesse décidant de la durée de la grossesse des femmes et du moment de la naissance
- Patélana : ouverture de l'épi de grain
- Pax : la paix
- Pénates :Dieux de la maisonnée et des celliers
- Pertunda : l'amour charnel
- Picumnus : l'engrais donné aux champs, protecteur des nouveau-nés qui donne à l'enfant la vigueur et la santé
- Pietas : le respect envers l'État, les dieux et la famille.
- Pilumnus : le battage du grain, protecteur des nouveau-nés qui écarte les mauvaises influences et les mauvais génies provenant de la forêt
- Poena : la vengeance et le châtiment, parfois assimilée plus tardivement à la déesse grecque Némésis
- Pomone : les fruits et les arbres
- Portunus : dieu des Portes et des Clés, protecteur des entrepôts de blé des bords du Tibre
- Porus : l'abondance.
- Postvorta ou Prorsa Postverta : Déesse du passé, préside à la naissance des enfants nés en position de siège
- Potina : les boissons des enfants, ainsi que le lait maternel
- Priape : les jardins, la vigne, les marins et les pêcheurs
- Promitor : la distribution du grain dans les granges
- Providentia : la prévoyance
- Pudicitia : la modestie et la chasteté
- Puta : la taille des vignes et les buissons
- Quirinus : dieu primitif de l'orage, plus tardivement identifié avec Romulus divinisé
- Reparator : le second défrichage des jachères
- Robiga : protectrice du blé contre la rouille
- Robigus : protecteur des récoltes contre les maladies
- Roma : la ville de Rome
- Rumina, Rumia ou Rumilia : l'allaitement
- Rusina : les campagnes
- Rusor : le retour périodique des choses
- Sator : le semeur
- Sarritor : le sarclage et le désherbage
- Spes : l'espoir
- Statanus : premier pas de l'enfance
- Sterculinus : l'engrais du sol
- Stercutius ou Stercorius : les lieux d'aisance
- Strena : le nouvel-an
- Subruncinator : le désherbage, l'action d'enlever les mauvaises herbes des cultures
- Summanus : les orages nocturnes
- Tagès : nain devin
- Tellus : la Terre
- Terminus : gardien des bornes
- Tutelle : protectrice d'un lieu
- Ultio : la vengeance
- Valétudo : la santé individuelle
- Vallonia : les vallées
- Vaticanus : le vagissement des enfants
- Vediovis ou Vejove : la revanche et de la guerre, dieu souterrain
- Venilia : le flux et reflux des vagues, les vents bénéfiques
- Vénus Cloacina : les égouts ou la chasteté du mariage
- Vertumne : les saisons
- Vervactor : le défrichement
- Victoire : Personnification de la victoire
- Viduus : séparateur de l'âme du corps au moment de la mort
- Virbius : dieu des bois d'Aricie
- Virtus : la bravoure, la force militaire et la virilité
- Vitumnus : dotation du principe vital au fœtus dans l'utérus
- Volupia : le plaisir résultant de la volonté arrivée à ses fins
- Volupté : personnification de la volupté